# Bahaeldin Abdallah
Bahaeldin Abdallah est un footballeur soudanais né le 1er janvier 1978. Il évolue au poste de gardien de but.
Il a participé à la Coupe d'Afrique des nations 2008 avec l'équipe du Soudan.
Il a été finaliste de la Coupe de la CAF en 2007.

## Carrière
- 1998-2007 : Al Merreikh ( Soudan)
- Depuis 2008 : Al Nil Al-Hasahisa ( Soudan)

## Palmarès
- Vainqueur de la Coupe du Soudan en 2005, 2006 et 2007 avec Al Merreikh Omdurman
- Finaliste de la Coupe de la CAF en 2007 avec Al Merreikh Omdurman